# Chris Maitland
Chris Maitland es un baterista inglés nacido en Cambridge, Inglaterra, el 13 de mayo de 1964. Después de ser el baterista de No-Man en otoño de 1993, Maitland pasó a engrosar las filas de Porcupine Tree, otro de los proyectos, junto con No-Man, del músico Steven Wilson. Permaneció como miembro de la banda hasta el año 2002, cuando fue sustituido por Gavin Harrison. Posteriormente, Maitland ha formado parte del supergrupo de rock progresivo Kino hasta 2005, cuando pasó a trabajar en numerosos musicales londinenses, como Mamma Mia!.
En el 2009 participó en el más reciente proyecto de Arjen Lucassen "Guilt Machine" dando como resultado un excelente disco de rock progresivo titulado On This Perfect Day.
- Datos: Q3675528